# 新岡浩美
新岡 浩美（にいおか ひろみ、1963年2月9日 - ）は、日本の女性アニメーター、作画監督、漫画家。北海道常呂郡置戸町出身。結婚後の戸籍名は入好 浩美（）。新岡 ひろみとも表記。
北海道置戸高等学校を経て東京デザイナー学院卒業。じゃんぐるじむ、カナメプロをへてスタジオライオンズ→スタジオジャイアンツへ。その後フリー。1980年代第3シリーズ『ゲゲゲの鬼太郎』でコンビを組んだ入好さとるとは夫婦である。漫画家時のペンネームは寿限無（じゅげむ）で、1994年にデビュー。新書館の月刊ウィングスで活動した。
置戸神社の宮司といとこ同士という関係から、同神社にオリジナルのキャラクターグッズ2作品を提供している。

## 漫画
- 黙示 1998（1985年、ISBN 978-4403610752）
- 山中寮E館215号（1986年、ISBN 978-4403610752）
- ANIMA（1987 - 1988年、全2巻）
- マニー（1990年、ISBN 978-4403612251）

## 参加作品

### テレビアニメ
- さすがの猿飛（1982年）動画
- らんぽう（1984年）原画
- Gu-Guガンモ（1984年）原画
- タッチ（1985年）原画
- ゲゲゲの鬼太郎（第3作）（1985年）原画・作画監督・ゲストキャラクターデザイン
- 悪魔くん（1989年）原画
- もーれつア太郎（1990年）原画
- きんぎょ注意報!（1991年）原画
- DRAGON QUEST -ダイの大冒険-（1991年）原画
- GS美神（1993年）原画
- HAUNTEDじゃんくしょん（1997年）原画
- アニメ週刊DX!みいファぷー ヘリタコぷーちゃん （1998年）原画
- TRIGUN（1998年）原画
- 風まかせ月影蘭（2000年）原画
- Di Gi Charat サマースペシャル2000（2000年）原画
- サクラ大戦TV（2000年）原画
- はじめの一歩（2000年 - 2002年）原画
- 幻想魔伝 最遊記（2000年 - 2001年）OP2原画
- 学園戦記ムリョウ（2001年）原画
- ぱにょぱにょデ・ジ・キャラット（2002年）原画
- アクエリアンエイジ Sign for Evolution（2002年）原画
- ちょびっツ（2002年）原画
- E'S OTHERWISE（2003年）OP原画
- ガングレイヴ（2003年）原画
- 獣兵衛忍風帖 龍宝玉篇（2003年）原画
- デ・ジ・キャラットにょ（2003年 - 2004年）原画
- 十兵衛ちゃん2 -シベリア柳生の逆襲-（2004年）原画
- スウィート・ヴァレリアン（2004年）原画
- MONSTER（2004年）原画
- BECK（2004年 - 2005年）原画
- TOKYO TRIBE2（2006年 - 2007年）原画
- 電脳コイル（2007年）原画
- Devil May Cry（2007年）総作画監督補佐・作画監督補佐・原画
- チーズスイートホーム（2008年）作画監督
- RIDEBACK -ライドバック-（2009年）原画
- チーズスイートホーム あたらしいおうち（2009年）作画監督・原画
- こばと。（2009年）原画
- 学園黙示録 HIGHSCHOOL OF THE DEAD（2010年）原画
- ウルヴァリン（2011年）総作画監督補佐・作画監督・作画監督補佐
- ブレイド（2011年）原画
- ちはやふる（2011年）原画
- 織田信奈の野望（2012年）原画
- ちはやふる2　（2013年）原画
- ダイヤのA（2013年-2015年 ）作画監督・原画
- Fate/kaleid liner プリズマ☆イリヤ（2013年）原画
- はじめの一歩 Rising（2013年）第１原画
- 神撃のバハムート GENESIS（2014年）作画監督・原画
- ポケットモンスター XY（2015）原画
- うしおととら（2015）原画
- アルスラーン戦記（2015） OP原画
- おまかせ!みらくるキャット団 （2015）原画
- ルパン三世 PART IV （2015）原画
- ベイブレードバースト（2016）原画
- 宇宙戦艦ヤマト2202(2016)#4原画
- 100%パスカル先生（2017）作画監督
- 灼熱の卓球娘(2017)#8原画
- マーベル フューチャー・アベンジャーズ(2017)#6 /#14原画
- サクラクエスト（2017）#21作画監督
- メジャーセカンド（2018）作画監督
- フルメタル・パニック！（2018）原画
- 新幹線変形ロボ　シンカリオン（2018）原画
- カードキャプターさくら(2018)#12原画
- BAKUMATSU（2018）#1原画
- 爆釣バーハンター(2019)原画
- レイトン ミステリー探偵社 〜カトリーのナゾトキファイル〜(2019)#45原画
- ダイヤのA actII(2019)#3原画
- ドロヘドロ(2020)原画
- ポケットモンスター(2020~2022)作画監督.原画
- 進撃の巨人(2021)#14原画
- デカダンス(2021)#1#6原画
- 弥助(2021)原画.総作画監督補佐
- ハコヅメ(2021)OP.原画
- 邪神ちゃんドロップキックX(2022)#5原画
- 賭ケグルイ双(2022)#3原画
- 悪役令嬢なのでラスボスを飼ってみました(2022)#8原画
- アオアシ(2022)#9原画
- ポケットモンスター（2023~）原画・作画監督
- とんでもスキルで異世界放浪メシ(2023)#10原画
- 鬼滅の刃　刀鍛冶の里編(2023)#4/#5原画
- るろうに剣心 -明治剣客浪漫譚-（2023~2024)#7/#23/#24/#32原画
- ダークギャザリング(2023)#15原画
- 最果てのパラディン 鉄錆の山の王(2023)#11原画
- 勇気爆発バーンブレイバーン(2024)#5/#6原画
- 鬼滅の刃 柱稽古編(2024)#1原画
- 忘却バッテリー(2024)#2原画
- 怪獣8号(2024)#8/#9/#10/#11原画
- 異世界失格(2024)#6原画
- らんま1/2(2024)#2原画
- ウマ娘 シンデレラグレイ(2025)#5原画

### OVA
- 真魔神伝 バトルロイヤルハイスクール（1987年）原画
- ロードス島戦記（1991年）原画
- 絶愛-1989-（1992年）原画
- プラスチックリトル（1994年）作画監督補・原画
- KEY THE METAL IDOL（1994年 - 1997年）原画
- 天地無用! 魎皇鬼（1995年）原画、作画監督
- VAMPIRE HUNTER The Animated Series（1997年）原画
- 支配者の黄昏 TWILIGHT OF THE DARK MASTER（1998年）原画、作画監督補佐
- Di Gi Charat劇場 ぴよこにおまかせぴょ!（2003年）原画

### 劇場アニメ
- ゲゲゲの鬼太郎 妖怪大戦争（1986年）原画
- ゲゲゲの鬼太郎 激突!!異次元妖怪の大反乱（1986年）作画監督・原画
- 劇場版 悪魔くん（1989年）原画
- 悪魔くん ようこそ悪魔ランドへ!!（1990年）原画
- きんぎょ注意報!（1992年）原画
- 劇場版ポケットモンスターシリーズ
  - 劇場版ポケットモンスター ミュウツーの逆襲（1998年）原画
  - 劇場版ポケットモンスター 結晶塔の帝王 ENTEI（2000年）原画
  - 劇場版ポケットモンスター セレビィ 時を超えた遭遇（2001年）原画
  - 劇場版ポケットモンスター 水の都の護神 ラティアスとラティオス（2002年）原画
  - 劇場版ポケットモンスター アドバンスジェネレーション 七夜の願い星 ジラーチ（2003年）原画
  - 劇場版ポケットモンスター アドバンスジェネレーション 裂空の訪問者 デオキシス（2004年）原画
  - 劇場版ポケットモンスター アドバンスジェネレーション ミュウと波導の勇者 ルカリオ（2005年）原画
  - 劇場版ポケットモンスター アドバンスジェネレーション ポケモンレンジャーと蒼海の王子 マナフィ（2006年）原画
  - 劇場版ポケットモンスター ダイヤモンド&パール ディアルガVSパルキアVSダークライ（2007年）原画
  - 劇場版ポケットモンスター ダイヤモンド&パール ギラティナと氷空の花束 シェイミ（2008年） 原画
  - 劇場版ポケットモンスター ダイヤモンド&パール アルセウス 超克の時空へ（2009年）作画監督・原画
  - 劇場版ポケットモンスター ダイヤモンド&パール 幻影の覇者 ゾロアーク（2010年）作画監督・原画
  - 劇場版ポケットモンスター ベストウイッシュ ビクティニと黒き英雄（2011年）作画監督・原画
  - 劇場版ポケットモンスター ベストウイッシュ キュレムVS聖剣士ケルディオ（2012年）作画監督・原画
  - 劇場版ポケットモンスター ベストウイッシュ 神速のゲノセクト ミュウツー覚醒（2013年）作画監督・原画
  - ピカチュウとイーブイ☆フレンズ（2013年）原画
  - ポケモン・ザ・ムービー XY 破壊の繭とディアンシー（2014年）作画監督・原画
  - ポケモン・ザ・ムービーXY 光輪の超魔神 フーパ（2015年）作画監督・原画
  - ポケモン・ザ・ムービーXY&Z ボルケニオンと機巧のマギアナ（2016年）作画監督・原画
  - 劇場版ポケットモンスター キミにきめた!（2017年）原画
  - 劇場版ポケットモンスター みんなの物語（2018年）原画
  - 劇場版ポケットモンスター ココ（2020年）原画

- 劇場版* さくら 封印されたカード（2000年）原画
- バンパイアハンターD（2000年）原画
- メトロポリス（2001年）原画
- 劇場版 NARUTO -ナルト- 大活劇!雪姫忍法帖だってばよ!!（2004年）原画
- HIGHLANDER ハイランダー 〜ディレクターズカット版〜（2008年）原画
- REDLINE（2010年）第２原画
- 劇場版イナズマイレブンシリーズ
  - 劇場版イナズマイレブン 最強軍団オーガ襲来（2010年）原画
  - 劇場版イナズマイレブンGO  究極の絆 グリフォン（2011年）作画監督・原画
  - 劇場版イナズマイレブンGO vs ダンボール戦機W（2012年）キャラクターデザイン（共同）
- 映画 妖怪ウォッチシリーズ
  - 映画 妖怪ウォッチ 誕生の秘密だニャン!（2014年）原画
  - 映画 妖怪ウォッチ エンマ大王と5つの物語だニャン!（2015年）原画
  - 映画 妖怪ウォッチ 空飛ぶクジラとダブル世界の大冒険だニャン!（2016年）原画
  - 映画 妖怪ウォッチ シャドウサイド 鬼王の復活（2017年）作画監督・原画
  - 映画 妖怪ウォッチ FOREVER FRIENDS（2018年）作画監督・原画
  - 映画 妖怪学園Y 猫はHEROになれるか(2019)作画監督・原画
- 映画ちびまる子ちゃん イタリアから来た少年（2015年）原画
- 宇宙戦艦ヤマト2202 愛の戦士たち （2017年）4話原画
- ノーゲーム・ノーライフ ゼロ（2017年）原画
- 二ノ国(2019)原画
- 人体のサバイバル!(2020)原画
- 深海のサバイバル!(2021)原画.作画監督
- 映画おしりたんてい 夢のジャンボスイートポテトまつり(2022)原画

### ゲーム
- ワイルドアームズ（1996年）作画監督・原画
- 幻世虚構・精霊機導弾（1997年）作画監督
- ワイルドアームズ アルターコード:F（2003年）アニメーションキャラクターデザイン・作画監督・原画
- イナズマイレブン ストライカーズ（2011年）原画
- イナズマイレブンGO ダーク（2011年）総作画監督
- イナズマイレブン ストライカーズ 2012エクストリーム（2011年）原画
- イナズマイレブンGO ギャラクシー（2013年）原画